# ガドベルセタミド
ガドベルセタミド（英語: gadoversetamide）は、ガドリニウムMRI造影剤の1つで、主に脳、脊椎および肝臓の画像診断に用いられる。商品名OptiMARKで販売されている。